# Sveriges ambassad i Budapest
Sveriges ambassad i Budapest är Sveriges diplomatiska beskickning i Ungern som är belägen i landets huvudstad Budapest. Beskickningen består av en ambassad, ett antal svenskar utsända av Utrikesdepartementet (UD) och lokalanställda. Ambassadör sedan 2023 är Diana Madunic.

## Verksamhet
Vid ambassaden tjänstgör fyra utsända tjänstemän från Utrikesdepartementet samt nio lokalanställda. En försvarsattaché är placerad vid ambassaden. Exportrådet har ett fristående kontor i Budapest för exportfrämjande.

## Beskickningschefer
| Namn                  | Period    | Funktion          | Anmärkning                                         |
| --------------------- | --------- | ----------------- | -------------------------------------------------- |
| Oskar Ewerlöf         | 1920–1922 | Envoyé            |                                                    |
| Ivan Danielsson       | 1922–1924 | Envoyé            |                                                    |
| Jonas Alströmer       | 1924–1925 | Envoyé            | Sidoackrediterad från ambassaden i Bern.           |
| Einar Hennings        | 1925–1928 | Envoyé            | Sidoackrediterad från ambassaden i Bern.           |
| Torsten Undén         | 1928–1942 | Envoyé            | Sidoackrediterad från ambassaden i Wien 1928–1938. |
| Ivan Danielsson       | 1942–1945 | Envoyé            |                                                    |
| Rolf Arfwedson        | 1945–1949 | Chargé d’affaires |                                                    |
| Hugo Tamm             | 1949–1949 | Chargé d’affaires |                                                    |
| Sven Allard           | 1949–1954 | Envoyé            |                                                    |
| Carl Olof Gisle       | 1954–1959 | Envoyé            |                                                    |
| Karl Fredrik Almqvist | 1959–1962 | Envoyé            |                                                    |
| Harry Bagge           | 1963–1964 | Ambassadör        | Sidoackrediterad från ambassaden i Prag.           |
| Torsten Brandel       | 1964–1969 | Ambassadör        |                                                    |
| Sigge Lilliehöök      | 1969–1973 | Ambassadör        |                                                    |
| Gustaf Bonde          | 1973–1978 | Ambassadör        |                                                    |
| Torsten Hylander      | 1978–1981 | Ambassadör        |                                                    |
| Vidar Hellners        | 1981–1985 | Ambassadör        |                                                    |
| Ragnar Dromberg       | 1985–1989 | Ambassadör        |                                                    |
| Sten Strömholm        | 1989–1994 | Ambassadör        |                                                    |
| Jan Lundvik           | 1994–1998 | Ambassadör        |                                                    |
| Staffan Carlsson      | 1998–2003 | Ambassadör        |                                                    |
| Bengt Lundborg        | 2003–2006 | Ambassadör        |                                                    |
| Cecilia Björner       | 2006–2011 | Ambassadör        |                                                    |
| Karin Olofsdotter     | 2011–2014 | Ambassadör        |                                                    |
| Niclas Trouvé         | 2014–2019 | Ambassadör        |                                                    |
| Dag Hartelius         | 2019–2023 | Ambassadör        |                                                    |
| Diana Madunic         | 2023–idag | Ambassadör        |                                                    |